# The Hangers
 (décembre 2022).
Si vous disposez d'ouvrages ou d'articles de référence ou si vous connaissez des sites web de qualité traitant du thème abordé ici, merci de compléter l'article en donnant les références utiles à sa vérifiabilité et en les liant à la section « Notes et références ».
The Hangers est un groupe de ska québécois.

## Historique

### Origines
Le groupe The Hangers est né en 2001 à Montréal.
Bien que les membres fréquentent encore l'école secondaire à cette époque, l’énergie positive et endiablée que le groupe dégage sur scène les mène jusqu’à une prestation au Club Soda de Montréal. Fort de ce succès, le combo passera quelques années à parfaire un style plus personnalisé afin d’optimiser leurs bonnes vibrations. Au fil des ans, le groupe se produit dans nombre de soirées privées et de concerts illégaux. Ils se font un nom sur la scène underground ska montréalaise. 
Les Hangers réussissent à se démarquer de leur compères par un amalgame de styles musicaux variés, que ce soit du rock au funk, tout en intégrant le ska et le reggae. Si on ne peut définir le son des Hangers par un style particulier, il n’en demeure pas moins que les chaleurs de l’été transpirent à travers leurs chansons. Cette ambiance de soleil et de plage ajoutée à l’atmosphère festive que le groupe emmène sur scène est contagieuse, si bien qu’au fil des mois, de plus en plus de personnes désirent vivre l’expérience Hangers en spectacle.

### Lancée
Alors que The Hangers venaient de livrer une performance en première partie de Trip The Off, les membres des Hangers font la rencontre de Matt Collyer, figure de proue du ska canadien et directeur de la maison de disques Stomp. Ce dernier remarque alors un potentiel énorme chez ce groupe, et lui offre d’ouvrir le spectacle du groupe australien The Resignators. À la suite d'une prestation du tonnerre, The Hangers sont invités à participer à la première édition du festival Ska de Montréal aux côtés d’icônes tels que The Planet Smashers et de Westbound Train.
À la suite de cette occasion tombée du ciel, et à la demande de leurs fans, les Hangers commencent l’enregistrement de leur premier album, Half The Fun, qui paraîtra le 24 novembre 2009. Pour le mastering, le groupe a reçu la collaboration du très réputé Richard G. Benoît (Red Hot Chili Peppers, Sum41, Me, Mom And Morgantaler).
Suivez le groupe dans leurs aventures ainsi que dans leurs couvertures de la scène ska montréalaise via leurs webcapsules, et profitez en pour avoir un aperçu du premier opus en visionnant le vidéoclip DIY Factory Man.